# 夏季海岸
夏季海岸（芬蘭語：Kesäranta）是芬兰总理的官邸名稱，位于芬兰首都赫尔辛基的美湾区。
该官邸由芬兰政府拥有。总理官邸及周边区域为无人机禁飞区。

## 历史

### 在政府拥有之前
夏季海岸建于1873年，为建筑师弗兰斯·路德维格·卡洛纽斯（Frans Ludvig Calonius）的夏季别墅，当时别墅的名字为瑞典语“别尔博别墅”（瑞典語：Villa Bjälbo，在瑞典语中该名字沿用至今）。在那个时候美湾区还不属于赫尔辛基。最初时，夏季海岸为两层的木造别墅。但在1887年芬兰银行的出纳员卡尔·罗伯特·伊格内修斯（Carl Robert Ignatius）购买了该别墅后，请建筑师埃利亚·海克尔（Elia Heikel）改建。黑克尔给别墅添加了一个20米高的塔楼和岸边凉台。

### 芬兰总督官邸
1904年，政府收购该别墅作为芬兰总督的夏季官邸。建筑师约翰·雅各布·阿伦贝里被雇佣对建筑及家具进行改造。主建筑的边上增加了一个作为厨房的边翼，建筑朝海的一边加盖了一个玻璃密闭的凉台。

### 芬兰独立之后
自1919年起，夏季海岸成为芬兰总理的官方府邸。